# 須田佐門
須田 佐門（すだ さもん、1905年3月 - 1954年3月9日）は、日本のヤクザ。

## 概要

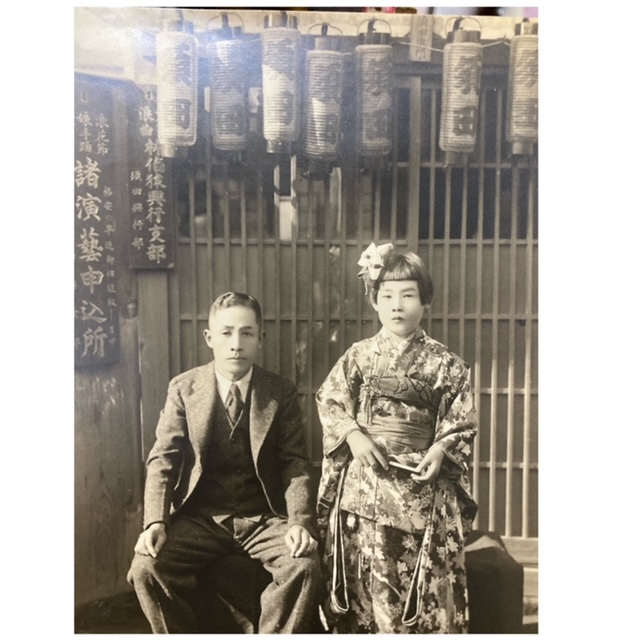
須田佐門と長女　自宅前

実父 須田徳太郎氏（ソーメン徳）の長男として東京都練馬区に生まれる。
若くして土支田一家に入り、任侠の世界に遊び、先天的な素質を以て忽ち男を上げ、若冠にして土支田一家六代目総長に就任、押しも押されもせぬ格式を有するに至る。
戦時中は武蔵挺身隊の六番隊を組織して活躍。戦後の混乱に際しては部下を督励して治安の維持に協力。1946年(昭和21年)1月、防火防犯に挺身せる故を以て町會より表彰される。
埼玉國立病院に於いては、傷病者生活資金獲得のため慰安興業を行い、感謝状等表彰の数は数多であった。
また、水害地の救助作業にあたっては難民より多大なる感謝を捧げられたこともある。
任侠精神による捨て身の行動および復興への貢献から、存命中は一世の指標と仰がれていた。

## 功績・活動
・第二次世界大戦末期、1945年(昭和20年)3月の東京大空襲で、アメリカ軍により投下されたナパーム弾(M69焼夷弾)によって、焼死した遺体の回収及び、熱傷を負った負傷者の擁護
・戦後の治安維持の為、拍子木を用いての夜警の継続(約9年間)【若衆を二人組にして毎晩行われた】
・銃刀所持許認可の取得【GHQ公安課及び警視庁より、大刀、小刀、ヤリの所持を認められる】
・須田興行所を設立し、傷病者生活資金獲得の為の慰安活動の実施【芸人や歌手などを手配し色物(演芸等)を各地で主催】
・練馬マーケット(練馬駅前での戦後初のスーパーマーケット）の設立開店に伴う助成及び集客宣伝【店頭に舞台を設置、演芸色物等を無償で提供】

## 関連人物
・須田徳太郎（ソーメン徳）【実父】
埼玉県朝霞市浜崎で、そうめん工場を経営する須田徳右衛門の一人息子として生まれたが、家出して上京し土支田一家に入る。
土支田一家三代目総長である篠信太郎の相談役であり、篠信太郎と共に、大鳥神社の祭礼や、酉の市、縁日などの企画、主催に携わり、村の発展に尽力した。当時練馬にて、そうめん店を経営(ソーメン徳さん)の愛称で呼ばれていた。昭和4年11月15日没　59歳(胃がん)

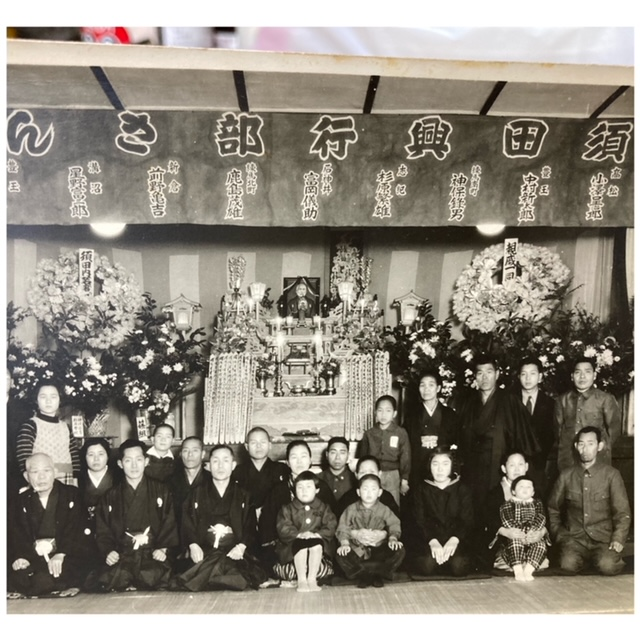
須田徳太郎葬儀

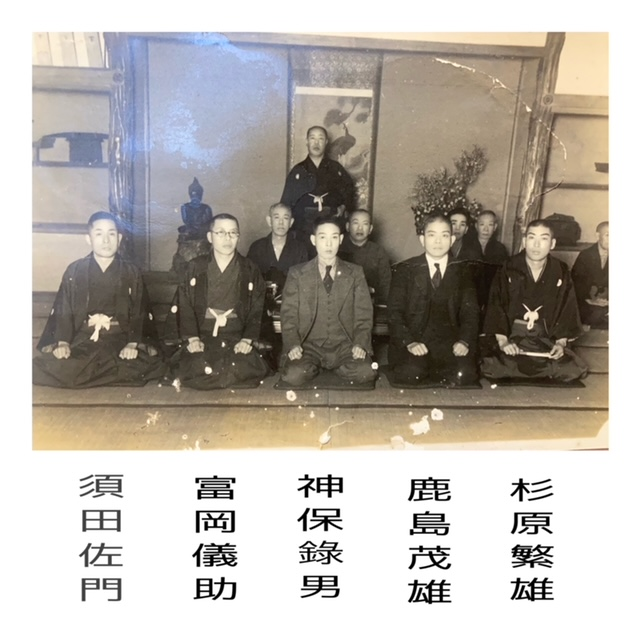
兄弟の盃　前列５名

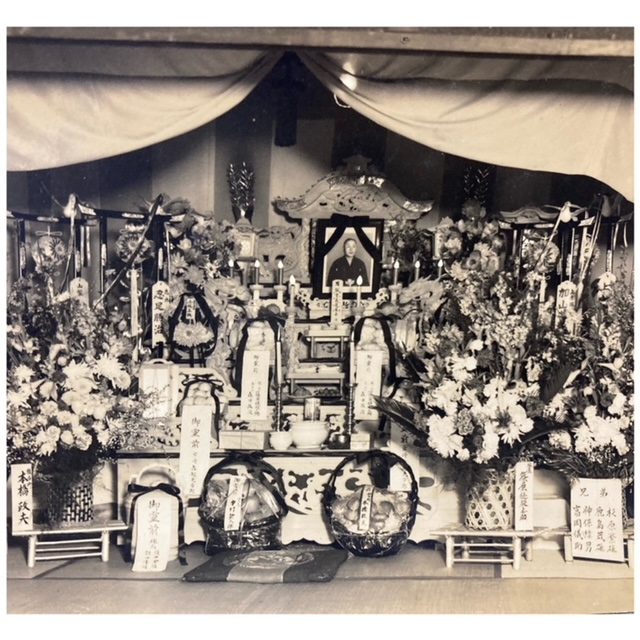
須田佐門葬儀

・篠信太郎【土支田一家三代目総長】
・小澤呈治郎【土支田一家四代目総長】
・中村新太郎【土支田一家五代目総長】
・杉原繁雄【土支田一家七代目総長】
・鹿島茂雄
・神保録男
・富岡儀助

## 参考文献

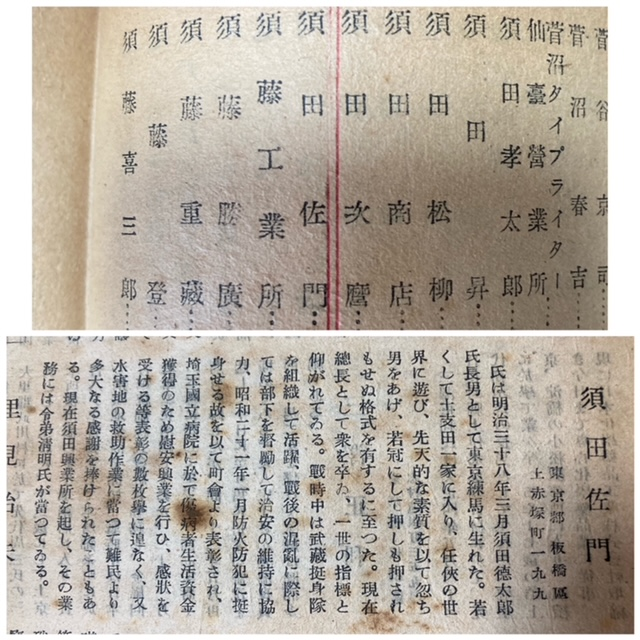
須田佐門の記事　日本再興史より抜粋